# 24 ore... non un minuto di più
24 ore... non un minuto di più è un film italiano del 1973, diretto da Franco Bottari.

## Trama
In un paese a regime dittatoriale, che ha in corso una trattativa con la Germania federale, tre membri dell'opposizione clandestina prendono in ostaggio l'ambasciatore Franz Von Reuberg, per ottenere la liberazione dei loro quattro compagni sotto processo per attività terroristiche. I tre con l'ostaggio si nascondono in una villa disabitata insieme ad una donna Malena ché viene pedinata dagli agenti della polizia segreta di Ugo Andras, il potente e ambizioso Ministro degli Interni, che fa circondare la villa, rinviando al momento opportuno l'ordine di fare irruzione.

## Produzione
Il film vede l'esordio assoluto nel cinema professionale (dopo alcuni corti casalinghi) sia come assistente alla regia che attore, di Carlo Verdone.